# 有機建築

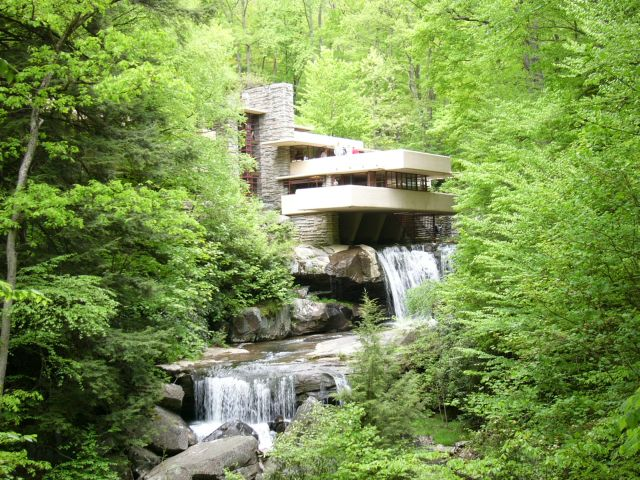
法蘭克·洛伊·萊特的作品落水山莊。

有機建築是一套有關建築的哲學。其主張要藉由建築設計促進自然環境與人類居所間的和諧。將建築、傢俱擺飾以及周遭環境很好地整合成整體、彼此相關聯的組成。
有機建築這一個詞來自建築師法蘭克·洛伊·萊特（1867年－1959年），雖然從未明確地展示在他風格神祕的文章裡頭：
|  | 所以我在你面前讲有机建筑：宣稱有機建築是一個現代的觀點。並且，如果我們著眼於整體的生命、服務整體的生命，它是如此必要，在這個偉大的「傳統」下沒有其它傳統是必要的。不去珍視所有現在、過去、未來那些束縛著我們、先入為主的造型。如果你傾向於依照材料的本質來創造造型，反而我們該去讚揚那些來自常識或超常感官的單純規則... －法蘭克·洛伊·萊特，1954年 |

有機建築也被看作弗兰克·劳埃德·萊特(Frank Lloyd Wright)整個創作的過程。材料、思想、基礎的排列原則，在建築裡不斷重複形成一個整體。有機建築的概念不只是建築與自然環境的彼此間關係，同時也是將建築視作如同一個有機體。整個建築的佈局依照一個中心的意境與主題。並且有機建築也關注建築裡的每一個元素：從窗戶、地板、甚至填補空間的單一張椅子，每一個元素彼此間都息息相關，反映了自然界中共生的環境系統。

## 外部連結
- Rudolf Steiner. . Rudolf Steiner Archive. 由Harry Collison翻译. 1927  [February 14, 2011].
- Bureau for organic architecture - Udo Heimermann （页面存档备份，存于）
- Organic Architecture 有機建築